# Hradčánky
Hradčánky (polsky Gródczanki  [ɡrutˈt͡ʂanki]IPA, německy Ratsch) jsou vesnice v jižním Polsku ve Slezském vojvodství v okrese Ratiboř v gmině Velké Petrovice, zhruba tři kilometry východně od Ketře. Leží v Opavské pahorkatině na řece Troje v bezprostřední blízkosti státní hranice s Českou republikou – na jihu sousedí s obcí Třebom. Sčítání lidu z roku 2011 uvádí počet obyvatel: 191.
Dějiny Hradčánek, poprvé zmiňovaných v roce 1377, jsou úzce propojeny se sousední Třebomí. Obě vesnice měly po staletí jednoho majitele a tvořily spolu jednu farnost. Do roku 1742 byly exklávou stavovského panství Bruntál a zároveň z církevního hlediska spadaly pod děkanát Hlučín v olomoucké arcidiecézi. Z toho důvodu bývají považovány jak za součást Horního Slezska, tak Moravy – tzv. Pruská Morava.
Hradčánky spolu s Třebomí a Sudicemi představovaly do konce druhé světové války nejvýchodnější výběžek území s čistě německým obyvatelstvem, na rozdíl od Velkých Petrovic či Petřatina, kde již převažovali Moravci mluvící lašským dialektem. V roce 1920 byla Třebom přičleněna k Československu jako součást Hlučínska. Hradčánky setrvaly v Německu až do roku 1945, kdy spolu s celým Horním Slezskem připadly socialistickému Polsku. Většina původního německojazyčného obyvatelstva byla odsunuta.
Historickou památkou Hradčánek je klasicistní zámek z přelomu 18. a 19. století, v němž nyní bydlí nájemníci. K obci patří rovněž osady Poddębina (Neuhof) a Skowronów (Kolonie Lerchenfeld). V Skowronowě se nachází dřevěný kostelík sv. Kříže z roku 1667, který je katolickým poutním místem regionálního významu.
Přes Hradčánky vede místní dráha Velké Petrovice – Ketř. Osobní provoz byl na této trati zastaven v roce 1993.